# Aeropsis
Genre
Synonymes
- Aerope Jeffreys, 1876
- Aerope Thomson, 1877

Aeropsis est un genre d'oursins irréguliers spatangoïdes, le seul actuel de la famille des Aeropsidae. On ne le trouve que dans les abysses des océans Atlantique et Pacifique (entre 1 465 et 5 200 m de profondeur).

## Systématique
Le genre Aeropsis a été créé en 1907 par le zoologiste danois Ole Theodor Jensen Mortensen (1868-1952).
Ce genre animal ne doit pas être confondu avec le genre végétal Aeropsis Ascherson & Graebner, 1899 qui est synonyme du genre Airopsis Desvaux, 1809.

## Morphologie
Ce sont des oursins irréguliers. Ils ont perdu leur forme ronde et leur symétrie radiale pour une forme allongée et bilatérienne ; leur large bouche filtreuse est située à l'avant de la face inférieure de l'animal, et l'anus en position terminale arrière.
Ce genre se distingue au sein de sa famille par sa forme très allongée. 

### Liste d'espèces
Selon World Register of Marine Species (25 mars 2022) :
- Aeropsis fulva (A. Agassiz, 1898) -- Atlantique nord
- Aeropsis rostrata (Thomson, 1877) -- Pacifique nord et est